# Evangelische Kirche (Ludwigsau-Rohrbach)

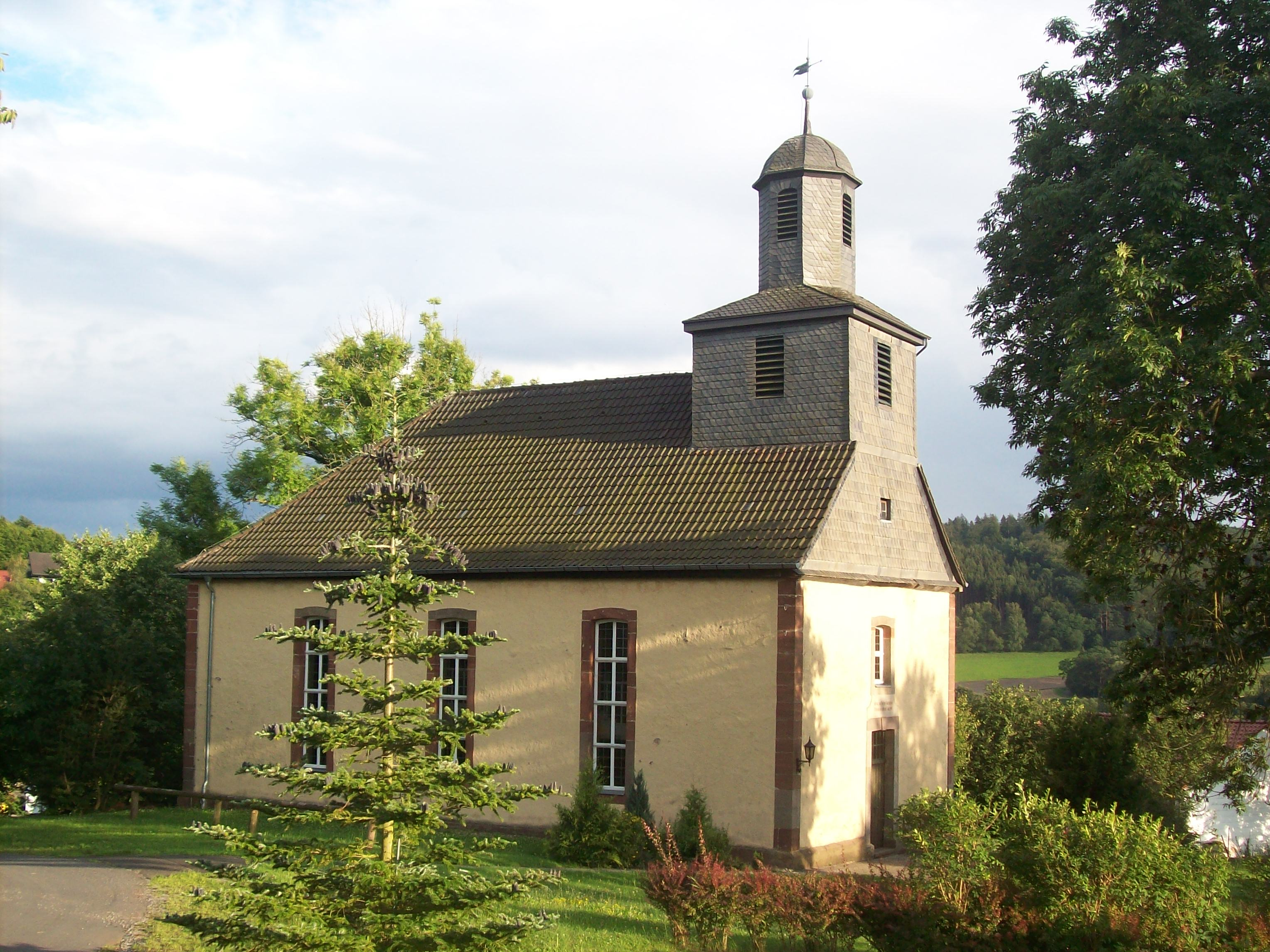
Evangelische Kirche

Die Evangelische Kirche ist ein denkmalgeschütztes Kirchengebäude in Rohrbach, einem Ortsteil von Ludwigsau im Landkreis Hersfeld-Rotenburg in Hessen. Sie gehört zum Kirchspiel Ludwigsau 2 im Kirchenkreis Hersfeld-Rotenburg im Sprengel Hanau-Hersfeld der Evangelischen Kirche von Kurhessen-Waldeck.

## Beschreibung
Die klassizistische Saalkirche wurde nach einem Entwurf des Landbaumeisters  Christian Sigmund Reutel 1819–20 erbaut. Aus dem Satteldach des Kirchenschiffs, das im Osten abgewalmt ist, erhebt sich im Westen ein quadratischer Dachreiter mit einer achteckigen Laterne.
Zur Kirchenausstattung gehören ein Altar und eine hinter ihm stehende Kanzel, über der ein Baldachin schwebt. Die Orgel wurde 1847 von Friedrich Bechstein, dem Vater von Heinrich Bechstein gebaut.